# Sphaerospira rawnesleyi
Sphaerospira rawnesleyi är en snäckart som först beskrevs av Cox 1873.  Sphaerospira rawnesleyi ingår i släktet Sphaerospira och familjen Camaenidae. Inga underarter finns listade i Catalogue of Life.